# Alec Benjamin
Alec Shane Benjamin (Phoenix, Arizona, 28 de mayo de 1994) es un cantante y compositor estadounidense.
Ha ganado popularidad por sus canciones pop indie que representan historias descriptivas de sus propias experiencias personales. También ganó mucha atención de sus demos. Además de su primer proyecto en solitario, Benjamin ha tenido éxito en la composición de canciones para artistas como Jon Bellion, incluida una colaboración en la canción «New York Soul Pt. II» de su álbum The Human Condition.
Está fuertemente influenciado por artistas como Eminem, John Mayer, Paul Simon y Ben Gibbard. En 2019, grabó dos singles con Spotify Studios NYC, uno de los cuales era una versión de la canción de Eminem, «Stan».

## Biografía y carrera artística
Inicialmente, Alec Benjamin firmó un contrato con la discográfica Columbia Records, mientras aún estaba inscrito en la Warner Chapell. Sin embargo, Columbia Records luego terminó con su contrato, antes de que pudiera publicar ningún álbum.
A pesar de esto, utilizó otros métodos para ganar seguidores: interpretaba sus canciones en estacionamientos de los conciertos de Shawn Mendes y Troye Sivan, y repartía tarjetas sobre sí mismo para popularizar su trabajo. Se le considera un artista self-made, alguien que comenzó de la nada.
Su canción «I Built a Friend» se utilizó como material de respaldo para una audición de danza contemporánea del concursante Merrick Hanna, en el programa de televisión estadounidense America's Got Talent (30 de mayo de 2017). Esta canción fue posteriormente publicada como sencillo en 2020 bajo los derechos de su actual discográfica Atlantic Records.
El mixtape de Benjamin Narrated For You ,que salió a la luz en 2019 alcanzó el número 127 en el Billboard 200 de Estados Unidos. En éste mixtape, cuenta historias de amor, amistad y crecimiento personales.
Presenta éxitos como  «Water Fountain», canción que se hizo muy popular en la red social TikTok y «Let Me Down Slowly», que lanzó como single con Alessia Cara. En la primera semana desde su lanzamiento, esta última canción obtuvo más de 2 millones de reproducciones y actualmente (agosto 2022) a alcanzado el billón de reproducciones.
Benjamin hizo su debut en la televisión estadounidense interpretando «Let Me Down Slowly», sencillo platino estadounidense, en The Late Late Show con James Corden el 8 de enero de 2019.
El 29 de mayo de 2020, Benjamin publica su primer álbum de estudio, These Two Windows, el cual contiene éxitos como «Oh My God» o «Mind Is A Prison». Consiguió debutar en la posición #75 de la lista Billboard 200.

## Discografía

### Álbumes de estudio
| Título            | Detalles                                                                                                 | Posición mas alta en lista | Posición mas alta en lista | Posición mas alta en lista | Posición mas alta en lista | Posición mas alta en lista | Posición mas alta en lista |
| Título            | Detalles                                                                                                 | EE. UU                     | AUS                        | BEL                        | HOL                        | SUI                        | RU                         |
| ----------------- | --- | -------------------------- | -------------------------- | -------------------------- | -------------------------- | -------------------------- | -------------------------- |

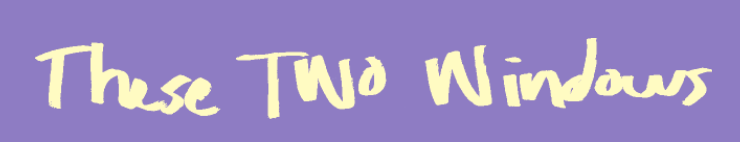
Logo de These Two Windows

| These Two Windows | - Publicado: 29 de mayo de 2020 - Discográfica: Atlantic Records - Formatos: Descarga digital, streaming | 75                         | 70                         | 99                         | 42                         | 75                         | 52                         |
| (Un)Commentary    | - Publicado: 15 de abril de 2022 - Discográfica: Elektra Records - Formatos: Descarga digital, streaming | -                          | -                          | -                          | 84                         | 62                         | -                          |

### Álbumes recopilatorios
| Título             | Detalles                                                                                               | Pistas | Posición más alta en lista | Posición más alta en lista | Posición más alta en lista | Posición más alta en lista | Posición más alta en lista | Posición más alta en lista | Posición más alta en lista | Certificaciones                               |
| ------------------ | --- | --- | -------------------------- | -------------------------- | -------------------------- | -------------------------- | -------------------------- | -------------------------- | -------------------------- | --------------------------------------------- |
| Título             | Detalles                                                                                               | Pistas | EE.UU.                     | CAN                        | DIN                        | FRA                        | HOL                        | NOR                        | SUE                        | Certificaciones                               |
| Mixtape 1: America | - Publicado: 22 de abril de 2013 - Discográfica: White Rope - Formatos: Descarga Digital               | Ver lista«America» «Together We Fall» «I Won't Forget You» «Crazy» | —                          | —                          | —                          | —                          | —                          | —                          | —                          | Certificaciones                               |
| Narrated For You   | - Publicado: 16 de noviembre de 2018 - Discográfica: Atlantic Records - Formatos: Descarga digital, LP | Ver lista«If We Have Each Other» «Water Fountain» «Anabelle's Homework» «Let Me Down Slowly» «Swim» «Boy In The Bubble» «Steve» «Gotta Be A Reason» «Outrunning Karma» «If I Kill Someone For You» «Death Of A Hero» «1994» | 127                        | 62                         | 10                         | 130                        | 61                         | 5                          | 20                         | - RIAA: - IFPI Din : - IFPI Nor: - MC: - BPI: |

### Sencillos

#### Como artista principal

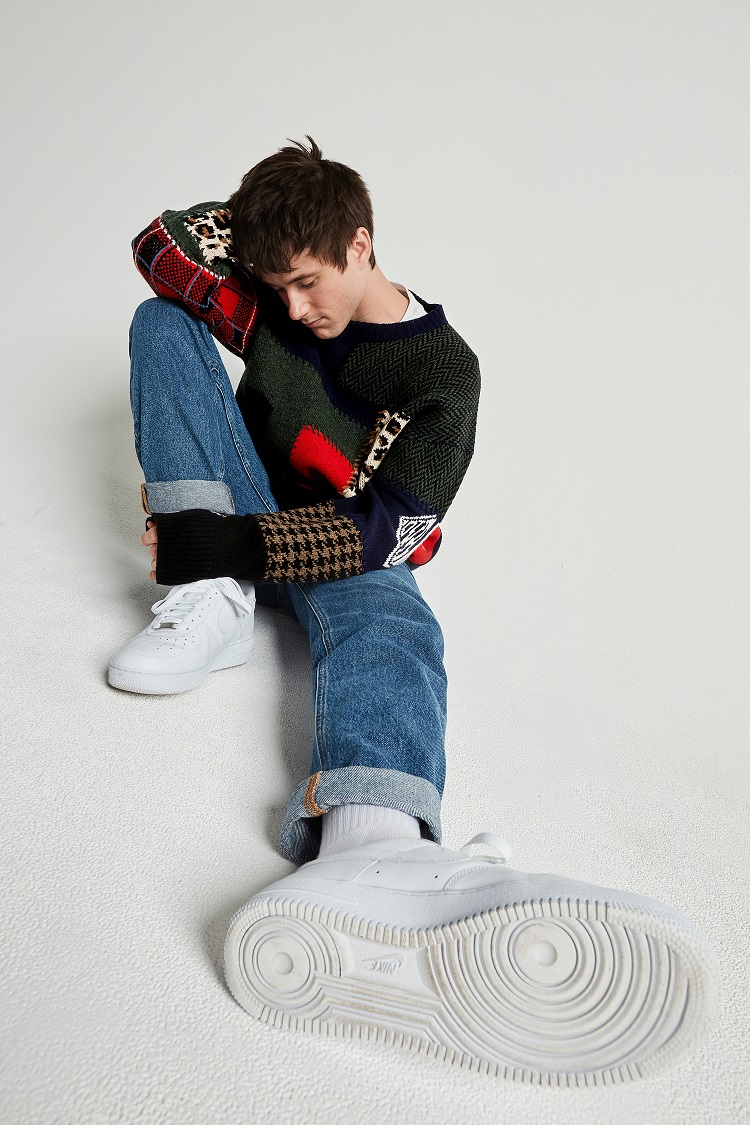
Benjamin en 2019

| Título                                                                                                | Año  | Posición más alta en ranking | Posición más alta en ranking | Posición más alta en ranking | Posición más alta en ranking | Posición más alta en ranking | Posición más alta en ranking | Posición más alta en ranking | Posición más alta en ranking | Posición más alta en ranking | Posición más alta en ranking | Certificaciones | Álbum                      |
| Título                                                                                                | Año  | EE.UU.                       | AUS                          | CAN                          | DIN                          | IRL                          | HOL                          | NOR                          | SUE                          | SUI                          | RU                           | Certificaciones | Álbum                      |
| --- | ---- | ---------------------------- | ---------------------------- | ---------------------------- | ---------------------------- | ---------------------------- | ---------------------------- | ---------------------------- | ---------------------------- | ---------------------------- | ---------------------------- | --- | -------------------------- |
| «Paper Crown»                                                                                         | 2014 | —                            | —                            | —                            | —                            | —                            | —                            | —                            | —                            | —                            | —                            | | Sencillos independientes   |
| «End Of The Summer»                                                                                   | 2016 | —                            | —                            | —                            | —                            | —                            | —                            | —                            | —                            | —                            |                              | | Sencillos independientes   |
| «I Built A Friend»                                                                                    | 2017 | —                            | —                            | —                            | —                            | —                            | —                            | —                            | —                            | —                            | —                            | | Sencillos independientes   |
| «Let Me Down Slowly» (Solo o con Alessia Cara)                                                        | 2018 | 79                           | 56                           | 49                           | 6                            | 17                           | 22                           | 6                            | 38                           | 20                           | 31                           | - RIAA: 2x - ARIA: 2x - BPI: - BEA: - IFPI Din: 2x - IPFI Nor: 2x - IFPI Sui: 2x - MC: 4x - FIMI: - NVPI: - SNEP: - BVMI: - IFPI AUT: | Narrated For You           |
| «Boy in the Bubble»                                                                                   | 2018 | —                            | —                            | —                            | —                            | —                            | —                            | —                            | —                            | —                            | —                            | - RIAA: Oro - MC: | Narrated For You           |
| «If We Have Each Other»                                                                               | 2018 | —                            | —                            | —                            | —                            | —                            | —                            | —                            | —                            | —                            | —                            | - MC: - RIAA: | Narrated For You           |
| «Water Fountain»                                                                                      | 2018 | —                            | —                            | —                            | —                            | —                            | —                            | —                            | —                            | —                            | —                            | - MC: - RIAA: | Narrated For You           |
| «If I Killed Someone For You»                                                                         | 2018 |                              |                              |                              |                              |                              |                              |                              |                              |                              |                              | - RIAA: Oro | Narrated For You           |
| «Outrunning Karma»                                                                                    | 2018 |                              |                              |                              |                              |                              |                              |                              |                              |                              |                              | - RIAA: Oro | Narrated For You           |
| «Death Of a Hero»                                                                                     | 2018 | —                            | —                            | —                            | —                            | —                            | —                            | —                            | —                            | —                            | —                            | | Narrated For You           |
| «1994»                                                                                                | 2018 | —                            | —                            | —                            | —                            | —                            | —                            | —                            | —                            | —                            | —                            | | Narrated For You           |
| «Must Have Been The Wind»                                                                             | 2019 | —                            | —                            | —                            | —                            | —                            | —                            | —                            | —                            | —                            | —                            | - MC: | These Two Windows          |
| «Jesus in LA»                                                                                         | 2019 | —                            | —                            | —                            | —                            | —                            | —                            | —                            | —                            | —                            | —                            | - RIAA: Oro - MC: | These Two Windows          |
| «Mind is a Prison»                                                                                    | 2019 | —                            | —                            | —                            | —                            | —                            | —                            | —                            | —                            | —                            | —                            | | These Two Windows          |
| «Demons»                                                                                              | 2020 | —                            | —                            | —                            | —                            | —                            | —                            | —                            | —                            | —                            | —                            | | These Two Windows          |
| «Oh My God»                                                                                           | 2020 | [ Nota 1 ]                   | —                            | —                            | —                            | —                            | —                            | —                            | —                            | —                            | —                            | | These Two Windows          |
| «The Book of You & I»                                                                                 | 2020 | —                            | —                            | —                            | —                            | —                            | —                            | —                            | —                            | —                            | —                            | | These Two Windows          |
| «Six Feet Apart»                                                                                      | 2020 |                              |                              |                              |                              |                              |                              |                              |                              |                              |                              | | Sencillo Independiente     |
| «Match In The Rain»                                                                                   | 2020 |                              |                              |                              |                              |                              |                              |                              |                              |                              |                              | | These Two Windows          |
| «I Built A Friend (2020)»                                                                             | 2020 |                              |                              |                              |                              |                              |                              |                              |                              |                              |                              | | These Two Windows (Part 2) |
| «The Way You Felt»                                                                                    | 2021 |                              |                              |                              |                              |                              |                              |                              |                              |                              |                              | | (Un)Commentary             |
| «Change My Clothes» (con Dream)                                                                       | 2021 |                              |                              |                              |                              | 70                           |                              |                              |                              |                              | 67                           | | Sencillo independiente     |
| «Older»                                                                                               | 2021 |                              |                              |                              |                              |                              |                              |                              |                              |                              |                              | | (Un)Commentary             |
| «Shadow of Mine»                                                                                      | 2022 |                              |                              |                              |                              |                              |                              |                              |                              |                              |                              | | (Un)Commentary             |
| «Speakers»                                                                                            | 2022 |                              |                              |                              |                              |                              |                              |                              |                              |                              |                              | | (Un)Commentary             |
| «Devil Doesn't Bargain»                                                                               | 2022 |                              |                              |                              |                              |                              |                              | 30                           |                              |                              | 95                           | | (Un)Commentary             |
| "—" Denota aquello que no fue publicado en dicho país o no llegó a ocupar ningún puesto en el ranking |      |                              |                              |                              |                              |                              |                              |                              |                              |                              |                              | |                            |

#### Como artista invitado
| Título                                                               | Año  | Álbum                  |
| -------------------------------------------------------------------- | ---- | ---------------------- |
| «New York Soul Pt.II» (con Jon Bellion)                              | 2016 | The Human Condition    |
| «Eyes Blue Like The Atlantic, Pt.2» (con Systa Prod, Rxeboy y Powfu) | 2020 | Sencillo Independiente |